# Louis Rombaut
Ludovicus (Louis) Joannes Rombaut, né le 1er juillet 1880 à Saint-Nicolas et décédé en octobre 1947 à Anvers fut un homme politique belge socialiste.
Rombaut fut enseignant et inspecteur de l'enseignement.
Il fut élu conseiller provincial de la province d'Anvers (1921-36), dont il fut vice-président (1925-32); sénateur de l'arrondissement d'Anvers (1936-46).

## Généalogie
- Il fut fils de Aloysius (1851-) et Maria Wauters (1851-).
- Il épousa en 1906 Emilie Baelemans.
  - Ils eurent un fils : Louis (1911-1986).

## Sources
- Bio sur ODIS